# Far Cry New Dawn
Far Cry New Dawn is een first-person shooter ontwikkeld door Ubisoft Montreal en gepubliceerd door Ubisoft Toronto. Het spel werd op 15 februari 2019 uitgegeven door Ubisoft voor de PlayStation 4, Windows en de Xbox One. Het is het dertiende spel uit de Far Cry-serie en het vervolg op het verhaallijn van Far Cry 5.

## Verhaal
Het verhaal vindt plaats zeventien jaar na de gebeurtenissen in Far Cry 5. Nadat de nucleaïre storm de wereld verwoestte, proberen de overlevenden hun samenleving weer op te bouwen in Hope County. Hun aandacht is gevestigd op Prosperity, hun huisvesting gebouwd op de overblijfselen van het terrein van John Seed's verblijf. De overlevers worden bedreigd door de zogenaamde Highwaymen, een groep rovende bandieten onder leiding van tweelingzussen Mickey en Lou. Ze terroriseren het landschap, forceren overlevenden tot overgave en stelen hun hulpmiddelen.
De overlevenden van Eden's Gate, de misdadigers uit Far Cry 5, hebben hun eigen huisvesting gecreëerd in het noorden van Hope County, genaamd New Eden. 
De speler neemt de rol aan van The Captain, die deel is van een groep die andere overlevenden in nood gaat helpen. Uiteindelijk verslaat de speler de tweelingzusjes en is er een allerlaatste ontmoeting met de hoofd-misdadiger uit Far Cry 5: Joseph Seed.

## Ontvangst
Far Cry New Dawn ontving matige tot gemiddelde recensies voor de Playstation 4 en pc-versies. Ook de Xbox One-versie werd matig ontvangen, volgens aggregatiewebsite Metacritic.